# George Etherege
George Etherege (ur. 1634 lub 1635, zm. 1691 w Paryżu) – angielski dramatopisarz.
Urodził się w szlacheckiej rodzinie. Nie odbył klasycznych studiów; nie znał ani łaciny, ani greki. W 1664 wystawiono w teatrze Lincoln's Inn Fields jego pierwszą komedię - The Comical Revenge, or Love in a Tub (Zemsta komiczna, czyli Miłość w cebrzyku). Spotkała się ona z entuzjastycznym przyjęciem publiczności.

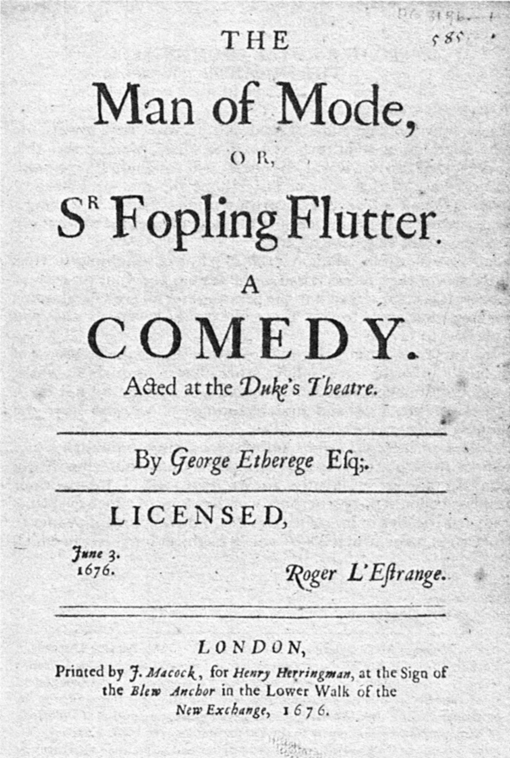
Frontyspis z The Man of Mode (1676)

W 1668 roku, także w Lincoln's Inn Fields, wystawiono jego drugą sztukę - She Would If She Could (Możność chęciom niedostała). Premiera odbyła się w obecności króla, dworu i całej śmietanki towarzyskiej ówczesnego Londynu.
W 1668 został mianowany sekretarzem ambasadora angielskiego w Konstantynopolu. Już w 1671 przebywał ponownie w Londynie. W 1676 powrócił do pracy dla sceny, wystawiając w Dorset Gardens komedię The Man of Mode, or Sir Fopling Flutter (Kawaler modny, albo Sir F.F.).
W 1685 został wysłany na placówkę dyplomatyczną do Ratyzbony. Po Sławetnej rewolucji (1688) znalazł się w niełasce dworu. Wyjechał później do Paryża, gdzie zmarł w bliżej nieznanych okolicznościach.
Data śmierci nie jest pewna. G. Sinko podaje rok 1691.